# Caldwell (Texas)
 For alternative betydninger, se Caldwell. (Se også artikler, som begynder med Caldwell)
Caldwell er en amerikansk by og administrativt centrum for det amerikanske county Burleson County, i staten Texas. I 2000 havde byen et indbyggertal på 3.449.
30°31′43″N 96°42′1″V / 30.52861°N 96.70028°V